# Szentháromság-székesegyház (Zsolna)
A zsolnai Szentháromság-székesegyház (szlovákul: Katedrála Najsvätejšej Trojice), máig gyakran használt nevén Farský kostol (plébániatemplom) egy római katolikus szlovákiai Zsolna városában, 2008 óta pedig az újonnan alapított Zsolnai egyházmegye székesegyháza. A Horný val utcában található a Námestie Andreja Hlinku tér feletti domboldalon, a történelmi belváros keleti szélén. A mellette álló Burián-toronnyal együtt a város meghatározó látványosságának számít.

## Története
A templom 1400 körül épült. A zsolnai vár feltehetően már a 13. században állt itt, amelyről 1318-tól 1454-ig vannak dokumentumok. Eredetileg Szűz Mária tiszteletére szentelték fel, de a 16. században újra felszentelték Szentháromság-templomnak. 1530 körül Zsolna akkori földesura, a vlčnovi Burian Světlovský tornyot építtetett a templom mellé, mint a szomszédos városfal egyik új védművét. 1540-ben Rafael Podmanický  befejezte ezt az építkezést, és a harangtorony funkciót kapó építményt Új toronynak nevezték el. Eredetileg A Nepomuki Szent János-kápolnát 1762-ben építették hozzá. A templom háromszor égett le, 1678-ban, 1848-ban és részben 1886-ban. A templom három hajója eredetileg gótikus stílusú volt, de egy átépítés után reneszánsz stílusúvá alakították át.
1848. június 21-én hatalmas tűzvész pusztította el szinte egész Zsolnát. A templom teteje, mindkét tornya és a templom teljes belseje leégett. A templom óratornyán lévő két kis harang megmaradt. A kereszt leesett a plébániatemplom tornyából, és a tetőn és a boltozaton keresztül a kriptákba zuhant, ahol a koporsók égni kezdtek. A plébániatemplom romos állapotban maradt, az új torony három legnagyobb harangja elolvadt a tűzben. A pusztítás munkáját az 1858. január 15-i földrengés fejezte be. Ebben a tűzben a templomból egyedül a Szűz Mária-szobor menekült meg. Átkerült a rozsnyói templomba, majd hamarosan a visnyói templomba, ahol véglegesen ottmaradt. Valószínűleg ez volt az oka annak, hogy a zsolnaiak évente elzarándokolnak ehhez az egykori szoborhoz.
Az elpusztult templomot a zsolnai esperes-plébános, Andrej Lemeš, a nyitrai kanonok-rektor, Juraj Tvrdý (1780-1865) és a zsolnai prépost, ŠtefanTvrdé (1788-1862), valamint a besztercebányai nagyprépost, Juraj Budatínsky bőséges segítségével újjáépítették Jozef Božetech Klemens (1817-1883) kiváló festő és természettudós, a Besztercebányai Gimnázium professzorának tervei alapján, aki korábban a zsolnai gimnáziumban dolgozott. Az oltárképek, amelyek ma is a templomban láthatók, szintén tőle származnak.
1886-ban újabb tűzvész pusztított, amely ismét megrongálta a frissen felújított templomot, és a tető leégett. A templom harangjai azonban megmenekültek. 1888-ban mindkét torony - a plébániatemplom tornya és az Új torony - új tetőt kapott. A torony 1890-ben újjáépült, és megkapta mai jellegét. Ekkor kapta a Burián-torony nevet a benne lévő legnagyobb harangról, amely 2336 kg-ot nyomott. Az első világháború Zsolna templomaira is rányomta bélyegét. A Burián-torony mindhárom harangját 1917 augusztusában rekvirálták hadianyagok előállításának céljából.
Ez a torony 1924-ben hat új harangot kapott. Ebből az alkalomból augusztus 15-én nagy ünnepséget tartottak, és a szélsőségesen nacionalista pap, Andrej Hlinka szentelte fel a harangokat, amelyeket aznap húztak fel a toronyba. A plébániatemplom 1936-ban új orgonát kapott, amelyet a krnovi Rieger testvérek készítettek. 1941-ben a plébániahivatal a templom homlokzatára Szent Anna márványszobrát helyezte el, amelynek alkotója Fraňo Štefunko akadémikus szobrászművész volt. A templom utolsó nagyobb átépítése 1942-ben történt, és a Burján-tornyot is 1941-1942-ben átalakították. Ekkor készült egy új, a boltíveket összekötő oszlopokkal ellátott folyosó.
A főoltár oltárképe a Szentháromságot, a mellékoltárok a szeplőtelen fogantatást és a keresztre feszítést ábrázolják, a bejárat mellett pedig Szent Anna képe látható. Az óváros felé néző főhomlokzattól jobbra látható a templomtorony mellett álló, ám tőle mégis elkülönülő reneszánsz Burián-torony, amely a 16. század első felében épült. A toronyból jó kilátás nyílik a megmaradt középkori városrészre.
A templom 2008 februárja óta a Zsolnai egyházmegye székesegyháza.

## Fordítás
Ez a szócikk részben vagy egészben  a   Kathedrale der Heiligsten Dreifaltigkeit (Žilina) című német Wikipédia-szócikk ezen változatának fordításán alapul.  Az eredeti cikk szerkesztőit annak laptörténete sorolja fel. Ez a jelzés csupán a megfogalmazás eredetét és a szerzői jogokat jelzi, nem szolgál a cikkben szereplő információk forrásmegjelöléseként.